# Matthäus von Flandern
Matthäus von Flandern (* im 15. Jahrhundert; † 15. oder 16. Jahrhundert; wirksam von 1475 bis 1478) war ein deutscher Buchdrucker der Renaissance, der in Saragossa wirksam war.

## Leben und Werk
Matthäus von Flandern ließ sich 1475 in Saragossa als Typograph nieder. Er war der erste namentlich bekannte Drucker in Saragossa. 1475 verlegte er als erstes Werk „Guidonis de Monte Rocherii Manipulus curatorum. Caesar-Augustae“; 1478 folgte „Benedicti de Pientinis liber de expositione vel declaratione Misse“. Weitere Drucke konnten bisher Matthäus von Flandern nicht zugeschrieben werden.
Matthäus von Flandern war einer der zahlreichen deutschen Drucker, die in der zweiten Hälfte des 15. Jahrhunderts die Druckkunst in Spanien und Portugal verbreiteten.